# Campo de Fútbol Municipal Nuevo Urritxe
Das Campo de Fútbol Municipal Nuevo Urritxe, auch unter dem Namen Urritxe bekannt, ist ein Fußballstadion in der spanischen Gemeinde Amorebieta-Etxano, Autonome Gemeinschaft Baskenland. Es ist die Heimspielstätte des Fußballvereins SD Amorebieta.

## Geschichte
Das Campo de Fútbol Municipal Nuevo Urritxe, das auf dem Grund des alten Stadions erbaut wurde, wurde am 12. Oktober 2002 eingeweiht. Das Budget für den Bau betrug 1,32 Mio. Euro. Die Anlage hat eine Tribüne, die Platz für 500 Zuschauer bietet. Der Rest ist in Steh- und Sitzplätze unterteilt. Im unteren Ende der Tribüne befinden sich zwei große Umkleidekabinen für die Heim- und Gastmannschaft sowie eine weitere für die Schiedsrichter.
2021 stieg die SD Amorebieta in die Segunda División auf. Die Liga hält das Campo de Fútbol Municipal Nuevo Urritxe für ungeeignet. Der Club hatte bis zum 12. Juni Zeit zwei Alternativen zu nennen. Als Ersatzspielort dient die Jugendakademie Lezama von Athletic Bilbao.